# Ligne 4 du métro de Berlin
Pour les articles homonymes, voir Ligne 4 et U4.
La ligne 4 du métro de Berlin (U-Bahnlinie 4 ou U4) est l’une des neuf lignes du métro de Berlin. Longue de seulement 2,86 km, elle dessert le quartier de Schöneberg et relie les stations Nollendorfplatz et Innsbrucker Platz.
Ouverte en 1910 comme une ligne locale desservant la ville de Schönberg, la ligne n'a jamais connu de modification de son parcours. Elle est historiquement considérée comme une branche de la ligne B (actuelle ligne U1) avant de prendre sa dénomination actuelle en 1966.

## Histoire

### Le métro communal de Schöneberg
Dans la lignée de la ville de Berlin, la commune de Schöneberg commence en 1903 à étudier sa propre desserte par le métro. Des discussions sont entreprises avec la Hochbahngesellschaft, mais celles-ci échouent raison de la faible attractivité d'un tel projet. La ville décide donc de réaliser la ligne à ses frais, ce qui en fait le premier métro communal d'Allemagne.
La ligne projetée relie la station Nollendorfplatz, où elle est en correspondance avec la Hochbahn du métro berlinois, à la station Hauptstraße (aujourd'hui Insbrucker Platz). Elle ne dispose d'aucune connexion physique avec le métro de Berlin et possède donc un atelier propre après le terminus Haupstraße. Dans l'optique d'une connexion future avec le métro de Berlin, la ligne possède toutefois des caractéristiques techniques semblables à celles en vigueur sur la Hochbahn, avec un matériel fourni par Siemens & Halske. Le premier coup de pioche a lieu le 8 décembre 1908.
La construction de la ligne s'accompagne de l'édification de l'actuelle Rudolph-Wilde-Park, qui réutilise en partie les déblais extraits du chantier. Les travaux sont menés en deux ans, et l'ouverture de la ligne a lieu le 1er décembre 1910. Les festivités sont cependant réduites en raison de la mort, un mois plus tôt de Rudolph Wilde, maire de Schöneberg et principal promoteur du métro. L'exploitation du métro de Schöneberg est confiée à la Hochbahngesellschaft.

### Intégration au métro de Berlin
En 1920, la commune de Schöneberg disparaît avec la création du Grand Berlin. Dans le même temps, décision est prise d'enfin intégrer la ligne au métro de Berlin. À la faveur de la construction d'un nouveau tronçon entre Nollendorfplatz et Gleisdreick permettant de séparer les lignes A et B (aujourd'hui U2 et U1), la station Nollendorfplatz est déplacée et reconstruite avec deux niveaux superposés qui facilitent la correspondance. La ligne de Schöneberg devient alors une branche de la ligne B, les trains continuant leur parcours sur la Hochbahn jusqu'à la station Kottbusser Tor où Warschauerstraße. Cette nouvelle exploitation entre en vigueur en 1926. L'atelier de la station Hauptstraße devient alors inutile, ce qui conduit à sa fermeture en 1932. La station est depuis lors en cul-de-sac.
En 1961, la ligne est de nouveau limitée à Nollendorfplatz en raison de la construction du Mur de Berlin, qui limite la Hochbahn à Schlesichen Tor et rend sa desserte par la seule ligne B amplement suffisante. En 1966, le métro de Berlin-Ouest adopte un système numérique et la ligne est baptisée U4. En 2010, pour le centenaire de la ligne, la BVG y fait circuler une rame historique en service voyageur pendant une journée.

## Caractéristiques
La ligne, cantonnée au centre-ville, traverse le quartier de Schöneberg du nord au sud. Avec une longueur de 2,86 km seulement et seulement cinq stations, c’est la plus courte ligne du métro berlinois. Son parcours est intégralement souterrain. La ligne dispose de raccordements avec les lignes U1 et U3 à la station Nollendorfplatz, qui permettent aux trains de gagner l'atelier de maintenance.
La ligne U4, tout comme les lignes U1, U2 et U3, fait partie du réseau à petit gabarit (kleinprofil) qui est exploité avec des trains de 2,30 m de large.

## Liste des stations
| PK  |  |   |  | Station              | Quartier   | Correspondance |
| --- |  | - |  | -------------------- | ---------- | -------------- |
| 0,0 |  | o |  | Nollendorfplatz      | Schöneberg |                |
| 0,9 |  | • |  | Viktoria-Luise-Platz | Schöneberg |                |
| 1,7 |  | o |  | Bayerischer Platz    | Schöneberg |                |
| 2,4 |  | • |  | Rathaus Schöneberg   | Schöneberg |                |
| 2,9 |  | o |  | Innsbrucker Platz    | Friedenau  |                |